# Lauwers (familienaam)
Lauwers is een Nederlandstalige familienaam die het meest voorkomt in de Vlaamse provincies Antwerpen en Vlaams-Brabant.

## Voorkomen
In Vlaanderen komt de familienaam in alle regio's voor, in geheel België waren er 6307 naamdragers anno 2008, en 6064 naamdragers in 2019. Dit maakt de familienaam in 2019 op de 44e plaats stond qua voorkomen in het Vlaams Gewest, op de 938e plaats in Wallonië en op de 248e plaats in het Brussels gewest. Dit zijn er veel meer dan de 660 die er anno 2007 waren in Nederland. De grootste groepen van naamdragers wonen in de stad Antwerpen (537), het Brussels Hoofdstedelijk Gewest (240) en de landelijke gemeente Zemst (231). Relatief gezien is de naam nergens meer vertegenwoordigd dan in Zemst, een totaal van 1,065 percent van de bevolking droeg er in 2008 de naam Lauwers.

## Betekenis
Er zijn twee mogelijke betekenissen van de naam Lauwers. Zo kan het afgeleid zijn van de heiligennaam Laurentius of van "afstammeling van Laurens", die varianten heeft als Lauwerijs, Lauwereys, Laurys, Laurijs, Laureyssen, Laureyssens, Laurijssen, Louwers. Ook varianten als Lavrijs(en), Lavrys(en) komen voor, waarbij de “u” als “v” werd geschreven – een fenomeen dat we kennen uit de “double v” in het Frans of “double u” in het Engels bij de aanduiding van een “w”. De relatie met afgeleiden van Lauwereyns, is dan weer minder waarschijnlijk, temeer omdat tussenvarianten als Lawrijns, Lawryns niet bestaan (waarbij een van “v’s” of “u’s” zou zijn weggevallen). Op die manier is Lauwers dus een vervorming van het patroniem Lauwerijs. Er zijn ook geen tussenvarianten als Laveryns, Laverijns die zouden kunnen duiden op “leerlooiers”. In het Graafschap Vlaanderen is Lauwers ook bekend als schrijfvariant van Lauwaert(s) en in het Hertogdom Brabant (o.m. Eppegem-Zemst) als schrijfvarant van Lauwereyns, Lauwerens en Lauwens.
Een gelijkaardige naam is een afgeleide van "de lauwer", wat Middelnederlands is voor een leerlooier. De verwijzing naar een beroep slaat eerder op familienamen als Lavers en Laevers die geen varianten zijn op het patroniem.

## Bekende naamdragers
- Achiel Lauwers (1864-1910), Belgisch rooms-katholiek priester en sociaal voorman
- Christophe Lauwers (1972), Belgisch voetballer
- Conraad Lauwers (1632-1685), Brabantse graveur
- Emiel Lauwers (1858-1921), Belgisch arts en cultuurflamingant
- Engelbert Lauwers (1788-1872), Belgisch politicus
- Herman Lauwers (1953), Belgisch politicus
- Huub Lauwers (1915-2004), Nederlands verzetsstrijder
- J.M. Lauwers (1881-1965), Nederlands schoolhoofd en heemkundige
- Jan Lauwers (architect) (1898-1988), Belgisch architect
- Jan Lauwers (kunstenaar) (1957), Belgisch kunstenaar
- Jan Lauwers (wielrenner) (1938), Belgisch wielrenner
- Nicolaas Lauwers (1600-1652), Vlaamse graveur
- Pieter Lauwers (1760-?), Belgisch burgemeester
- Renée Lauwers (1923), Belgisch dichteres bekend als Reninca
- Sofie Lauwers (1991), Belgisch atlete
- Valère Lauwers (1958), Belgisch zanger bekend als Jo Vally
- Willy Lauwers (1936-1959), Belgisch wielrenner
- Wine Lauwers (1985), Belgische zangeres en radiopresentatrice